# Lough Derg
Lough Derg (Loch Deirgeirt in Iers) is het op een na grootste meer (of lough) in de republiek Ierland, en het op twee na grootste meer in Ierland. Het is een lang maar relatief smal meer dat grenst aan Tipperary (in het oosten), Galway (noordwesten), en Clare (zuidwesten). Het meer is het laatste van de drie meren die worden doorkruist door de Shannon.
Enkele dorpen en plaatsjes aan Lough Derg zijn Garrykennedy, Portumna, Killaloe, Ballina, Scariff, Dromineer, Terryglass en Mountshannon.
Op zijn diepste punt is het meer 36 meter diep. In totaal heeft het meer een oppervlak van 118 km². Op het punt waar het meer weer overgaat in de Shannon, stroomt het water een stukje naar beneden. Dat is de reden dat hier de energiecentrale Ardnacrusha werd gebouwd in 1927.
In de 19e eeuw was Lough Derg een belangrijk onderdeel in de vaarroute van Limerick naar Dublin.

## Ontstaan
Het meer heeft zijn ontstaan te danken aan de rivier de Shannon die door het meer stroomt. Aanvankelijk werd de Shannon in haar loop belemmert door een viertal parallel lopende heuvelruggen bestaande uit relatief harde rotsen. De rivier zocht haar weg daar tussendoor en volgde een pad dat haar langs het huidige Nenagh en de N7 naar Limerick voerde. Gedurende de laatste ijstijd werd dit dal afgesloten door een ijslob die een stuwwal creëerde. Een andere ijslob kwam terecht in een doodlopende vallei nabij het huidige Killaloe. Daar doorbrak het ijs op een gegeven moment de heuvelrug en sleep er een geul in. Aan het einde van de ijstijd zocht de rivier haar weg weer en zag die in haar oude loop geblokkeerd door een stuwwal. Uiteindelijk vond de rivier een uitweg via de nieuwe geul richting Limerick. Meer recent is het Shannon Scheme gereed gekomen. Het bekendste deel is waterkrachtcentrale van Ardnacrusha. Voor Lough Derg was echter de stuwdam bij Parteen Villa meer bepalend. Aangestuurd door de behoefte van de waterkrachtcentrale wordt de waterhoogte in Lough Derg nu geregeld door de stuwdam alhier.

## Toerisme
Lough Derg is grote toeristische attractie. Niet alleen allerlei water-gerelateerd vermaak is er mogelijk, ook zijn er tal van historische zaken rond en op het meer. Sporten die op verschillende plaatsen mogelijk zijn zijn o.a. golf, waterskiën en wakeboarden. De plaatsen rond het meer bieden met zekere regelmaat festivals.

### Vissen
De vele beekjes en wetlands vormen een prima broedplaats voor vis, die dan ook royaal aanwezig zijn. De visrechten kunnen per plaats verschillen. De plaatselijke "Tourist Office" weet doorgaans of er wel of geen vergunning nodig is. Vissoorten die vaak gevangen worden zijn brasem, baars, snoek en voorn.

### Varen
Rond het meer zijn verschillende bedrijven die boten verhuren. Motorcruisers zijn daar te huur in zo'n beetje alle soorten en maten. Wat ervaring met varen is zeker aan te raden. Lough Derg is een groot meer waar het lelijk kan spoken bij storm.

Rond het meer zijn tal van haventjes waar de nacht doorgebracht kan worden.

### Historie
De omgeving van Lough Derg is al heel lang bewoond. Dat heeft een groot aantal sporen achter gelaten. Het gaat te ver om die allemaal op te sommen. Een kleine greep:
- Inish Cealtra (Holy Island), een eiland met de resten van een middeleeuwse klooster. Gelegen nabij Mountshannon.
- Portumna Castle, een 17e-eeuws kasteel. Deels open voor publiek, deels nog in restaurantie. Nabij ook de resten van een Cisterciënzer Abdij (15e eeuw). Beiden in Portumna.
- in Killaloe: St. Flannans Church (protestant), met een Romaanse entree en High Cross uit de 12e eeuw

### Verblijfsaccommodatie
Rond het meer zijn een groot aantal B&B's en vakantiehuizen beschikbaar. In Killaloe en Portumna zijn ook hotels gevestigd.

## Bedreigingen
Tegenwoordig wordt het meer bedreigt door twee zaken.
De eerste is eutrofiëring. In de biologie wordt hiermee het verschijnsel aangeduid dat door toevoer van een overmaat aan voedingsstoffen een sterke groei en vermeerdering van bepaalde soorten optreedt, waarbij meestal de soortenrijkheid of biodiversiteit sterk afneemt.
De tweede bedreiging is een mogelijk drinkwatertekort in de regio Dublin. Men werkt thans (2011) aan plannen om vanaf 2016 340 miljoen kubieke meter water af te tappen van de Shannon en Lough Derg nabij Portumna. Vanuit West-Ierland is daar groot verzet tegen. Men vreest dat een verlaging grote gevolgen kan hebben voor de toch al kwetsbare economische structuur en dat toerisme, watervoorziening onder druk komen.